# U 8 (Kriegsmarine)
De U 8 was een Duitse U-boot van het Type IIB.  De tewaterlating gebeurde op 25 maart 1935 bij de Deutsche Werke te Kiel. De boot werd op 5 augustus 1935 onder Kptlt. Harald Grosse in dienst genomen. De boot was te klein om operaties ver buiten zijn basis uit te voeren. Daarom deed de U 8 vooral dienst als schoolboot voor aanstaande marineofficieren.

## Commandanten
- 13 augustus 1935 - 3 november 1936 - Harald Grosse
- 24 juni 1938 - 5 september 1939 - Georg Peters
- 2 september 1938 - 29 oktober 1938 - Kptlt. Otto Schuhart
- 6 september 1939 - 13 oktober 1939 - Wolf-Harro Stiebler
- 14 oktober 1939 - 30 november 1939 - Kptlt. Heinrich Lehmann-Willenbrock
- 1 december 1939 - 4 mei 1940 - Georg-Heinz Michel
- 5 mei 1940 - 7 juni 1940 - Kptlt. Eitel-Friedrich Kentrat
- 5 juni 1940 - 9 juni 1940 - Heinz Stein
- 10 juni 1940 - 6 juli 1940 - Walter Kell
- 7 juli 1940 - 28 juli 1940 - Hans-Jürgen Zetzsche
- 13 september 1940 - 17 december 1940 - Walter Kell
- 18 december 1940 - 25 april 1941 - Kptlt. Heinrich Heinsohn
- 26 april 1941 - 22 mei 1941 - Kptlt. Ulrich Borcherdt
- 23 mei 1941 - 31 juli 1941 - Rolf Steinhaus
- 1 augustus 1941 - 16 mei 1942 - Horst Deckert
- 17 mei 1942 - 15 maart 1943 - Rudolf Hoffmann
- 16 maart 1943 - 12 mei 1944 - Oblt. Alfred Werner
- 13 mei 1944 - 24 november 1944 - Oblt. Jürgen Iversen
- 25 november 1944 - 31 maart 1945 - Oblt. Jürgen Kriegshammer